# Specie di Microstigmatidae
Di seguito sono descritte tutte le 16 specie della famiglia di ragni Microstigmatidae note a giugno 2013.

## Envia
Envia Ott & Höfer, 2003
- Envia garciai Ott & Höfer, 2003 — Brasile
- Envia moleque Miglio & Bonaldo, 2011 — Brasile

## Micromygale
Micromygale Platnick & Forster, 1982
- Micromygale diblemma Platnick & Forster, 1982 — Panama

## Microstigmata
Microstigmata Strand, 1932
- Microstigmata amatola Griswold, 1985 — Sudafrica
- Microstigmata geophila (Hewitt, 1916) — Sudafrica
- Microstigmata lawrencei Griswold, 1985 — Sudafrica
- Microstigmata longipes (Lawrence, 1938) — Sudafrica
- Microstigmata ukhahlamba Griswold, 1985 — Sudafrica
- Microstigmata zuluensis (Lawrence, 1938) — Sudafrica

## Ministigmata
Ministigmata Raven & Platnick, 1981
- Ministigmata minuta Raven & Platnick, 1981 — Brasile

## Pseudonemesia
Pseudonemesia Caporiacco, 1955
- Pseudonemesia kochalkai Raven & Platnick, 1981 — Colombia
- Pseudonemesia parva Caporiacco, 1955 — Venezuela

## Spelocteniza
Spelocteniza Gertsch, 1982
- Spelocteniza ashmolei Gertsch, 1982 — Ecuador

## Xenonemesia
Xenonemesia Goloboff, 1989
- Xenonemesia araucaria Indicatti et al., 2008 — Brasile
- Xenonemesia otti Indicatti, Lucas & Brescovit, 2007 — Brasile
- Xenonemesia platensis Goloboff, 1989 — Brasile, Uruguay, Argentina